# Reial Audiència de Canàries
La Reial Audiència de Canàries va ser un òrgan d'administració de justícia, -una Reial Audiència- de la Corona de Castella establert a Gran Canària el 1526.Tenia competències judicials en assumptes civils i criminals, però a diferència de les Cancelleries castellanes no tenia competències de govern. Es va constituir com a tribunal d'apel·lació i no coneixia assumptes en primer instància, igual que la Reial Audiència de Sevilla constituïda un any abans, i que va servir com a model per a crear aquesta. Fou suprimida el 1834 a conseqüència de la implantació definitiva del Regne constitucional d'Espanya (1833-1874), recollint les seves competències judicials territorials l'Audiència Territorial de les Palmes de Gran Canària.